# Arquitetura da Escócia no período romano

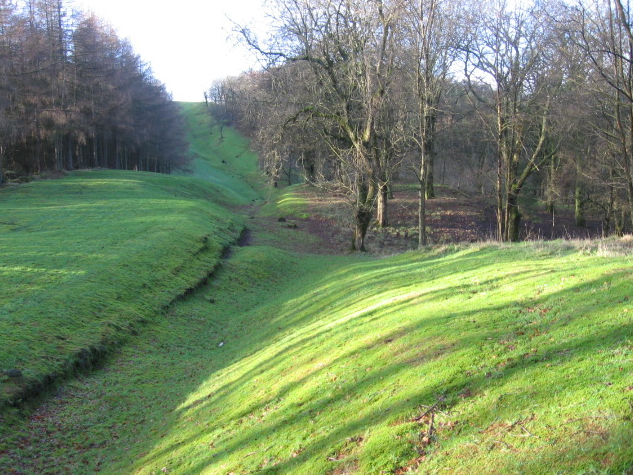
O curso do Muro antonino, em Bar Hill, a maior estrutura construída romana nas fronteiras modernas da Escócia

A arquitetura da Escócia na era romana inclui todos os edifícios dentro das fronteiras modernas da Escócia, desde a chegada dos romanos no norte da Grã-Bretanha no primeiro século a.C., até sua partida no século V. Embora Ptolomeu tenha indicado que havia 19 "cidades" na Caledônia, ao norte da província romana da Britânia, não foi encontrada nenhuma evidência clara de assentamentos urbanos e estes eram provavelmente castros. Há evidências de mais de 1000 desses fortes, a maioria abaixo da linha Clyde-Forth, mas a maioria parece ter sido abandonada no período romano. Há também evidências de casas de pedra distintivas e pequenos sulcos subterrâneos.
A partir de cerca de 71 d.C, os romanos começaram expedições militares no que é hoje a Escócia, construindo fortes, como os em Trimontium, e provavelmente empurrando para o norte até o rio Tay, onde criaram mais fortificações, como as em Inchtuthil. Estas foram logo abandonadas e os romanos se estabeleceram para a ocupação das terras altas do sul no final do primeiro século, abaixo de uma linha traçada entre o Tyne e o Solway Firth. Isso resultou em mais fortificações e na construção da Muralha de Adriano através do que hoje é o norte da Inglaterra. Por volta de 141 d.C. eles subiram para construir um novo limes, uma parede coberta de relva conhecida como a Muralha Antonina, a maior estrutura romana da Escócia moderna. Eles logo se retiraram para a Muralha de Adriano, com expedições ocasionais que envolveram a construção e reocupação de fortes, até o colapso do poder romano no início do século V.

## Caledônia

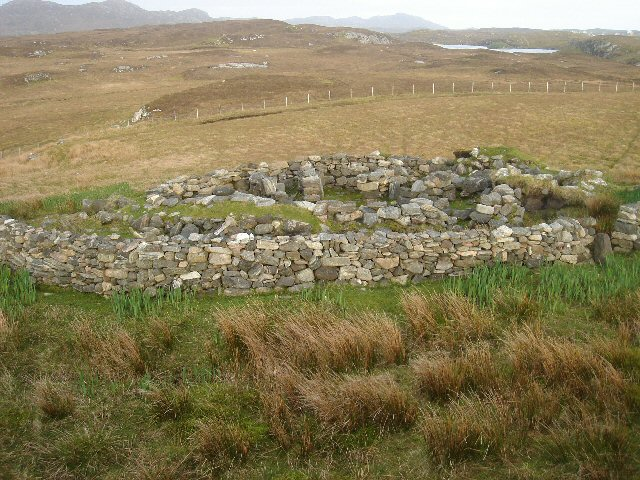
Uma casa de rodas em Grimsay

Caledônia foi o nome que os romanos deram à terra ao norte de sua província da Britânia. Em sua Geografia, Ptolomeu, possivelmente baseando-se em fontes anteriores de informação, bem como relatos mais contemporâneos da invasão agrícola, identificou 19 "cidades" na Caledônia. Nenhuma evidência arqueológica de qualquer lugar verdadeiramente urbano foi encontrada a partir deste momento, e os nomes podem ter indicado fortes de colina, mercados temporários ou locais de encontro. A maioria dos nomes são obscuros: Devana pode ser a Banchory atual, Alauna (que significa "a rocha") no oeste é provavelmente Dumbarton Rock e o lugar de mesmo nome no leste das Terras Baixas pode ser o local do Castelo de Edimburgo. Lindon pode ser Balloch do lado de Loch Lomond. Há evidências de cerca de 1.000 colinas da Idade do Ferro na Escócia, a maioria localizada abaixo da linha Clyde-Forth. A maioria é circular, com uma única paliçada em torno de um recinto. No entanto, eles parecem ter sido largamente abandonados no período romano.  Há também numerosos fortes vitrificados, cujas paredes foram submetidas ao fogo, que podem datar deste período, mas uma cronologia precisa não foi criada. Estudos extensivos deste tipo de forte em Finavon Hill, perto de Forfar, em Angus, sugerem datas para a destruição do local nos últimos dois séculos a.C., ou em meados do primeiro milênio d.C. Muitos desses fortes seriam reocupados após a partida romana.
Além da área de ocupação romana, no oeste e norte, há mais de 60 locais identificados de casas de rodas. Talvez um desenvolvimento de casas redondas atlânticas anteriores, estas têm uma parede externa característica em torno de um círculo de píeres de pedra (tendo uma semelhança com os raios de uma roda). Mais de 400 souterrains, pequenas construções subterrâneas, foram descobertos na Escócia, muitos deles no sudeste, e embora poucos tenham sido datados, aqueles que sugerem uma data de construção no segundo ou terceiro séculos d.C. Eles geralmente são encontrados perto de assentamentos (cujas estruturas de madeira são muito menos bem preservadas) e podem ter sido para armazenar produtos agrícolas perecíveis.

## Construções romanas primitivas

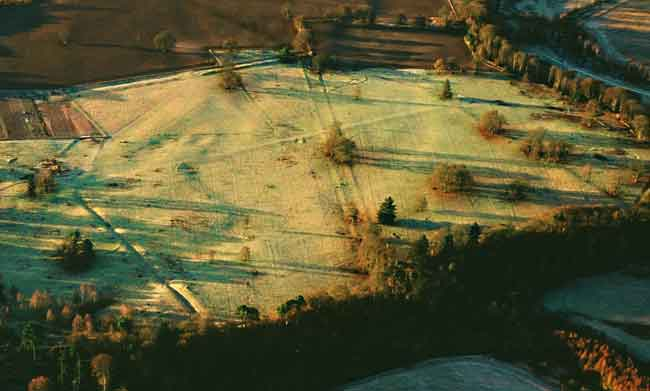
O local da fortaleza em Inchtuthil

Os romanos iniciaram expedições militares no que hoje é a Escócia a partir de cerca de 71 d.C. Em 78 d.C Gnaeus Julius Agricola chegou à Grã-Bretanha para assumir sua nomeação como novo governador e começou uma série de grandes incursões. Dois anos depois, suas legiões construíram um forte substancial em Trimontium, perto de Melrose. Diz-se que ele empurrou seus exércitos para o estuário do "Rio Taus" (geralmente assumido como o rio Tay) e estabeleceu fortes lá, incluindo uma fortaleza legionária em Inchtuthil. Após sua vitória sobre as tribos do norte em Mons Graupius em 84 d.C., uma série de fortes e torres foram estabelecidas ao longo da Cordilheira de Gask, que marcou a fronteira entre as zonas da Planície e das Terras Altas, provavelmente formando os primeiros limões romanos ou fronteira na Escócia..
Os sucessores de Agricola eram incapazes ou não dispostos a subjugar ainda mais o extremo norte. A fortaleza em Inchtuthil foi desmontada antes de sua conclusão, e as outras fortificações da Cordilheira de Gask foram abandonadas no espaço de alguns anos. Por volta de 87 d.C a ocupação foi limitada às Terras Altas do Sul, e no final do primeiro século o limite norte da expansão romana era uma linha traçada entre o rio Tyne e Solway Firth. O forte de Elginhaugh, em Midlothian, data deste período, assim como o Castelo Greg em West Lothian. Os romanos eventualmente se retiraram para uma linha no que é agora o norte da Inglaterra, construindo a fortificação conhecida como Muralha de Adriano de costa a costa.

## O Muro antonino e invasões posteriores

As localizações da Muralha de Adriano e do Muro antonino

Por volta de 141 d.C. os romanos realizaram uma reocupação do sul da Escócia, movendo-se para construir um novo limesentre o Firth of Forth e o Firth of Clyde. O muro antonino resultante é a maior construção romana dentro da Escócia. É uma parede coberta de grama, com cerca de 6 metros de altura, com dezenove fortes e se estendendo por 60 km. As fundações de pedra e as paredes das asas dos fortes originais demonstram que a intenção era construir uma parede de pedra semelhante à Muralha de Adriano, mas isso foi rapidamente alterado. Há uma vala larga no lado norte, e uma via militar no sul. Os romanos inicialmente planejavam construir fortes a cada 10 km, mas isso foi logo revisado para cada 3 km. Um dos fortes mais bem preservados, mas também um dos menores, é o Forte do Castelo Áspero. Além dos fortes, há pelo menos nove fortes menores, provavelmente em espaçamentos de milhas romanas, que faziam parte do esquema original, alguns dos quais foram posteriormente substituídos por fortes. O forte mais visível é Kinneil, no extremo leste da Muralha, perto de Bo'ness. Tendo levado doze anos para ser construído, o muro foi invadido e abandonado logo após 160 d.C. Os romanos recuaram para a linha da Muralha de Adriano.
Tropas romanas penetraram no norte da Escócia moderna várias vezes, com pelo menos quatro grandes campanhas. O Muro antonino foi ocupado novamente por um breve período após 197 d.C. A invasão mais notável foi em 209, quando o imperador Septímio Severo liderou uma grande campanha. Uma série de fortes foi construída no nordeste (alguns dos quais podem ter sido iniciados na campanha anterior de Antonino). Estes incluem campos associados ao Monte Elsick, como Normandykes, Ythan Wells, Deers Den e Glenmailen. No entanto, apenas dois fortes na Escócia, em Cramond e Carpow (no vale de Tay) são definitivamente conhecidos por terem sido permanentemente ocupados durante esta incursão. Há evidências de que essas campanhas coincidem com a destruição por atacado e o abandono de souterrains no sul da Escócia. Isso pode ter sido devido à agressão militar romana ou ao colapso dos mercados locais de grãos na sequência da retirada romana.. Após a morte de Severo em 210, os romanos se retiraram de volta à Muralha de Adriano, que seria a fronteira até que a autoridade romana na Grã-Bretanha entrou em colapso no século V.